# الحكومة الاتحادية للولايات المتحدة
الحكومة الاتحادية للولايات المتحدة (بالإنجليزية: Federal government of the United States) هي حكومة الولايات المتحدة الوطنية، وهي جمهورية فيدرالية في أمريكا الشمالية، تتألف من 50 ولاية، ومقاطعة اتحادية، وخمسة أقاليم رئيسية تتمتع بالحكم الذاتي وعدة جُزر. تتألف الحكومة الاتحادية من ثلاث سلطات مستقلة: سلطة تشريعية وتنفيذية وقضائية، ممثلة بموجب دستور الولايات المتحدة في الكونغرس والرئيس والمحاكم الاتحادية على التوالي. تتحدد سلطات وواجبات هذه السلطات بمزيد من التفصيل من خلال تشريعات الكونغرس، بما في ذلك إنشاء الإدارات التنفيذية والمحاكم الأدنى من المحكمة العليا.

## التسمية
الاسم الكامل للجمهورية هو «الولايات المتحدة الأمريكية». لا يرد أي اسم آخر في الدستور، وهذا هو الاسم الذي يظهر على المال وفي المعاهدات وفي القضايا القانونية التي هي طرف فيها (مثل قضية تشارل تي. شنك ضد الولايات المتحدة الأمريكية). غالبًا ما يُستخدم مصطلح «حكومة الولايات المتحدة الأمريكية» في الوثائق الرسمية لتمثيل الحكومة الاتحادية باعتبارها متمايزة عن حكومة الولايات مجتمعة. غالبًا ما يُستخدم مصطلح «الحكومة الفيدرالية» في المحادثات أو الكتابات غير الرسمية، وأحيانًا ما يُستخدم مصطلح «الحكومة الوطنية». على نحو عام، يشير مصطلحا «فيدرالية» و «وطنية» في أسماء الوكالات الحكومية أو الخطط إلى الانتماء إلى الحكومة الاتحادية (مكتب التحقيقات الفيدرالي، والإدارة الوطنية للمحيطات والغلاف الجوي، وإدارة المتنزهات الوطنية). نظرًا لأن مقر الحكومة موجود في واشنطن العاصمة، فإن كلمة «واشنطن» تُستخدم، على نحو شائع، ككناية للحكومة الفيدرالية.

## نبذة تاريخية
تقوم حكومة الولايات المتحدة على مبادئ الفيدرالية والجمهوريانية، إذ تتقاسم السلطة بين الحكومة الاتحادية وحكومات الولايات. كان تفسير وتنفيذ هذه المبادئ، بما في ذلك الصلاحيات التي ينبغي أن تتمتع بها الحكومة الاتحادية وكيفية ممارسة تلك السلطات، موضع نقاش منذ اعتماد الدستور. يدافع البعض عن توسيع السلطات الاتحادية في حين يدافع آخرون عن دور أكثر محدودية للحكومة المركزية في ما يتصل بالأفراد أو الولايات أو غيرها من الكيانات المعترف بها.
منذ الحرب الأهلية الأمريكية، توسعت سلطات الحكومة الفيدرالية، على نحو عام، توسعًا كبيرًا، على الرغم من وجود فترات منذ ذلك الوقت تدل على هيمنة السلطة التشريعية (على سبيل المثال، العقود التي تلت الحرب الأهلية مباشرة) أو عندما نجح أنصار حقوق الولايات في تقييد السلطة الاتحادية من خلال إجراءات تشريعية أو امتيازات تنفيذية أو تفسير دستوري من جانب المحاكم.
من بين الركائز النظرية لدستور الولايات المتحدة فكرة «الضوابط والتوازنات» بين سلطات ومسؤوليات السلطات الثلاث للحكومة الأميركية: السلطة التنفيذية، والسلطة التشريعية، والسلطة القضائية. على سبيل المثال، في حين أن السلطة التشريعية (الكونغرس) لديها سلطة إصدار القوانين، فإن السلطة التنفيذية، التي يرأسها الرئيس، لديها الحق أن تنقض أي تشريع -وهو إجراء يمكن للكونغرس أن يتجاوزه أيضًا. يرشح الرئيس قضاة أعلى سلطة قضائية في الدولة، وهي المحكمة العليا، ولكن يجب أن يوافق الكونغرس على هؤلاء المرشحين. يمكن للمحكمة العليا بدورها أن تبطل القوانين غير الدستورية التي يسنها الكونغرس.

## السلطة التشريعية
يعتبر كونغرس الولايات المتحدة، بموجب المادة الأولى من الدستور، هو السلطة التشريعية للحكومة الفيدرالية. يتألف الكونغرس من مجلسين هما: مجلس النواب ومجلس الشيوخ.

### بنية الكونغرس
يتألف الكونغرس من ثلاث مجموعات سياسية في مجلس الشيوخ، ويضم 535 مقعدًا.

#### مجلس النواب
يتألف المجلس حاليًا من 435 عضوًا مختارًا يمثل كل منهم دائرة من دوائر الكونغرس. يستند عدد الممثلين لكل ولاية في مجلس النواب إلى عدد سكان كل ولاية على النحو المحدد في آخر تعداد للسكان في الولايات المتحدة. يعمل جميع الممثلين، البالغ عددهم 435 ممثلًا، لمدة سنتين. تمتلك كل ولاية ممثلًا واحدًا على الأقل في مجلس النواب. لكي يُنتخب الشخص، يجب أن يكون قد بلغ من العمر 25 عامًا على الأقل، وأن يكون مواطنًا أمريكيًا لمدة لا تقل عن سبع سنوات، وأن يعيش في الولاية التي يمثلها. لا يوجد حد لعدد الفترات التي يجوز للممثل أن يعمل فيها. بالإضافة إلى الأعضاء المصوتين البالغ عددهم 435 عضوًا، يوجد 6 أعضاء ليس لهم حق التصويت، منهم 5 مندوبين ومفوض مقيم واحد. يوجد مندوب واحد من كل من واشنطن العاصمة، وجزيرة غوام، وجزر فرجن، ومنطقة ساموا الأمريكية، وكمنولث جزر ماريانا الشمالية، والمفوض المقيم من إقليم بورتوريكو.

#### مجلس الشيوخ
في المقابل، يتألف مجلس الشيوخ من عضوين من كل ولاية، بغض النظر عن عدد السكان. يوجد حاليًا 100 عضو في مجلس الشيوخ (عضوان من كل ولاية من الولايات الخمسين)، ويعمل كل منهم لمدة ست سنوات. يُنتخب نحو ثلث أعضاء مجلس الشيوخ كل سنتين.

#### سلطات مختلفة
يتمتع كلا من مجلس النواب ومجلس الشيوخ بسلطات خاصة. على سبيل المثال، يجب أن يوافق مجلس الشيوخ (يعطي «المشورة والموافقة») على العديد من التعيينات الرئاسية الهامة، بما في ذلك تعيين أعضاء مجلس الوزراء، والقضاة الفيدراليين (بمن فيهم المرشحون للمحكمة العليا)، وأمناء الوزارات (رؤساء الإدارات التابعة للجهاز التنفيذي الفيدرالي)، وضباط الجيش والبحرية الأمريكية، وسفراء البلدان الأجنبية. يجب أن تصدر جميع مشاريع القوانين المتعلقة بجمع الإيرادات عن مجلس النواب. يلزم موافقة المجلسين على جميع التشريعات، التي لا يمكن أن تصبح قانونًا إلا بتوقيع الرئيس (أو أن يعيد مجلسا الكونغرس تمرير مشروع القانون إذا اعترض الرئيس على مشروع القانون، ولكن بأغلبية الثلثين في كل من المجلسين، وفي هذه الحالة يصبح مشروع القانون قانونًا دون توقيع الرئيس). تقتصر سلطات الكونغرس على تلك المنصوص عليها في الدستور، وجميع السلطات الأخرى محفوظة للولايات والشعب. يتضمن الدستور أيضًا «البند الضروري والصحيح» الذي يمنح الكونغرس سلطة «سن جميع القوانين الضرورية والملائمة لتنفيذ السلطات سالفة الذكر». يُنتخب أعضاء مجلس النواب ومجلس الشيوخ بالتصويت بنظام أغلبية الأصوات في كل ولاية باستثناء ولاية لويزيانا وجورجيا، اللتين تطبقان نظام الاقتراع على دورتين.

#### عزل المسؤولين الفيدراليين
يتمتع الكونجرس بسلطة عزل الرئيس والقضاة الفيدراليين، وغيرهم من المسؤولين الفيدراليين، من مناصبهم. لمجلس النواب ومجلس الشيوخ دوران منفصلان في هذه العملية. يتعين على مجلس النواب أن يصوت أولًا لصالح «عزل» المسؤول. تُعقد بعد ذلك محاكمة في مجلس الشيوخ للبت في ما إذا كان من الواجب عزل المسؤول عن منصبه. حتى عام 2019، قام مجلس النواب بعزل ثلاثة رؤساء: أندرو جونسون، وبيل كلينتون، ودونالد ترامب. لم يُعزل جونسون أو كلينتون أو ترامب من مناصبهم بعد محاكمتهم في مجلس الشيوخ.

#### إجراءات الكونغرس
تمنح الفقرة 2، من البند 2، من المادة الأولى من دستور الولايات المتحدة كل دائرة سلطة «تحديد قواعد إجراءاتها». أُنشئت، من هذا البند، لجان تابعة للكونغرس تتولى صياغة التشريعات وإجراء التحقيقات في المسائل الوطنية. كان لدورة الكونغرس رقم 108 (2003-2005) 19 لجنة دائمة في مجلس النواب و17 لجنة في مجلس الشيوخ، بالإضافة إلى 4 لجان دائمة مشتركة، تضم أعضاء من المجلسين، يشرف أعضاؤها على مكتبة الكونغرس والطباعة والضرائب والاقتصاد. بالإضافة إلى ذلك، يجوز لكل مجلس أن يعين لجانًا خاصة أو يختار لجانًا لدراسة مشاكل محددة. تتحمل اللجان الفرعية، التي يبلغ عددها نحو 150 لجنة، اليوم جزءًا كبيرًا من عبء العمل في الكونغرس.

## السلطة التنفيذية
يتولى رئيس الولايات المتحدة السلطة التنفيذية في الحكومة الفيدرالية، على الرغم من أن السلطة كثيرًا ما تفوض إلى أعضاء مجلس الوزراء والمسؤولين الآخرين. ينتخب المجمع الانتخابي الرئيس ونائب الرئيس، إذ تُخصص لكل ولاية، وكذلك لواشنطن العاصمة، عدد من المقاعد بناءً على تمثيل كل ولاية (وبناء على التمثيل الظاهري في حالة واشنطن العاصمة) في مجلسي الكونغرس. تقتصر ولاية الرئيس على فترتين مدة كل منهما أربع سنوات كحد أقصى. إذا كان الرئيس قد شغل بالفعل منصبًا لمدة سنتين أو أكثر في فترة ولاية انتخاب شخص آخر، فيجوز له أن يشغل منصب الرئيس لفترة إضافية واحدة مدتها أربع سنوات.

## السلطة القضائية
تقوم السلطة القضائية، بموجب المادة الثالثة من الدستور، بشرح القوانين وتطبيقها. تمارس السلطة القضائية سلطاتها من خلال الاستماع إلى مختلف القضايا القانونية واتخاذ قرارات بشأنها في نهاية المطاف.